# Conques-sur-Orbiel
Conques-sur-Orbiel en idioma francés, Concas en idioma occitano, es una localidad y comuna francesa, situada en el departamento del Aude y la región de Languedoc-Rosellón.
A sus habitantes se les denomina con el gentilicio de los Conquois y las Conquoises.